# Pierwsza wojna klanów
Pierwsza wielka wojna – konfrontacja pomiędzy sycylijskimi klanami (cosca) mafijnymi w latach 1962–1963.

## Geneza
Faszystowski przywódca Włoch Benito Mussolini podczas swojej pierwszej wizyty na Sycylii w 1924 roku osobiście przekonał się o potędze mafii sycylijskiej. Towarzyszący mu burmistrz miasta Piana dei Greci, a zarazem miejscowy capo, Don Ciccio Coccia, zwrócił uwagę Duce na jego silną obstawę policyjną. Coccia miał zwrócić się do Benito tymi słowami:

Ekscelencjo, jest pan ze mną i nie musi się pan niczego nie obawiać. Na co panu aż tylu policjantów?”

Mussolini zrozumiał wówczas, że nie może istnieć jakikolwiek inny ośrodek władzy (opozycji). W niecały miesiąc później Coccia znalazł się w więzieniu.
Pod koniec 1925 roku Mussolini mianował na stanowisko prefekta Palermo Cesare Moriego (przylgnął do niego pseudonim „Żelazny Prefekt”, zmarł z przyczyn naturalnych w 1942 r.). Duce przystąpił do zniszczenia mafii. W latach 1927–1929 na Sycylii odbyły się trzy masowe procesy, do więzień trafiło wielu gangsterów, konfiskowano ich majątki. Gdy brakowało dowodów winy, po prostu je fabrykowano.
Dla potrzeb procesów wybudowano specjalne sale sądowe (jedna z klatek z oskarżonymi miała długość prawie 150 metrów). Do więzienia trafił – uznawany za pierwszego – capo di tutti capi mafii sycylijskiej Vito Cascio Ferro. Wydawało się, że mafia została pokonana, a liczba zabójstw spadła z dziesięciu dziennie do trzech na tydzień.
Jednak w roku 1943 na Sycylii wylądowali alianci, po czym wielu mafiosów zaangażowanych zostało (świadomie lub nie) przez Amerykanów – a właściwie władze wojskowe tj. Wojskowy Zarząd Sprzymierzonych AMGOT – do zajęcia stanowisk w lokalnej administracji oraz do walki z komunistami.
Trzy lata później, za okazaną pomoc w czasie II wojny światowej, warunkowo został zwolniony boss na bossami Lucky Luciano, który tego samego roku został deportowany do Włoch.
Od 1943 roku w wielu sycylijskich miasteczkach burmistrzami zostali „ludzie honoru”, którzy pojawili się znikąd i nie należeli do miejscowej ludności. Na czele całej „odrodzonej” mafii sycylijskiej stanął capo di tutti capi, Don Calogero Vizzini, który kierował organizacją ze swojej rezydencji w ratuszu w rodzinnym miasteczku Villalba.
W 1947 roku Sycylia stała się autonomicznym Regionem Republiki Włoskiej wraz ze swoim lokalnym rządem z siedzibą w Palermo. Trzy lata później przeprowadzono reformę rolną. W jej efekcie setki tysięcy ludzi opuszczało wieś w poszukiwaniu lepszego życia, a ponadto Palermo w związku z rozwojem miasta wymagało dużych nakładów finansowych (budowa dróg, osiedla mieszkaniowe, kanalizacja itp.). Dodatkowo miasto ściągało od kilku lat z Rzymu rządowe subsydia (kilkanaście – kilkadziesiąt milionów dolarów na rozwój zacofanego gospodarczo południa Włoch). Kolejne rządy lokalne nie potrafiły lub nie mogły zrealizować większości celów. Tym czego nie udało się dokonać oficjalnym władzom zajęła się mafia. Dzięki temu mafia uzyskała dostęp do publicznych pieniędzy i możliwość ich defraudacji.
W 1954 roku umarł Don Calogero. Na jego pogrzeb przyszło ok. 10 tysięcy ludzi. Główne urzędy i siedziba Partii Chrześcijańsko-Demokratycznej zostały zamknięte na osiem dni na czas żałoby. Od zakończenia II wojny światowej Partia Chrześcijańsko-Demokratyczna i mafia stały się cichymi wspólnikami. Burmistrz Palermo w latach 1958–1963 Salvo Lima i Vito Ciancimino (odpowiedzialny za budownictwo komunalne) byli powiązani z gangsterami pokroju Angelo La Barbera i Tommaso Buscetta.
Około 1955 roku do Palermo przybył Luciano Leggio, jeden z najbardziej okrutnych i bezwzględnych gangsterów.
Pod koniec lat pięćdziesiątych sycylijskie klany mafijne kontrolowały dosłownie wszystkie rodzaje działalności w prowincji Palermo (przemysł budowlany, uprawa owoców i warzyw, ubój bydła, przemyt papierosów, stacje benzynowe, zakłady pogrzebowe, produkcja i sprzedaż artykułów spożywczych, warsztaty samochodowe, lokale gastronomiczne itp.). Nie było też tajemnicą, że mafia zaangażowała się w handel narkotykami (zwłaszcza heroiną). Nawiązano współpracę z mafią korsykańską w ramach French Connection.
Po śmierci Don Calogero na czele mafii sycylijskiej stanął Don Giuseppe Genco Russo. Do roku 1957 mafijne klany przy niedostatecznej czujności sił porządkowych kończyły proces pełnego opanowania Palermo i całej Sycylii.
W październiku 1957 roku w Grand Hotel des Palmes (Albergo e delle Palme) odbył się słynny Szczyt w Palermo z udziałem czołowych bossów mafii sycylijskiej i mafii amerykańskiej, który na kolejne lata ustalił kwestię handlu heroiną. Od tej pory jedynie Sycylijczycy mieli wyłączność na jej sprzedaż na terenie Stanów Zjednoczonych.
Czołowi sycylijscy gangsterzy: Genco Russo, Tommas Buscetta, Salvatore „Cichiteddu” Greco, bracia La Barbera (Salvatore i Angelo), za radą Lucky Luciano, utworzyli komisję mafijną CUPOLA. Jej pierwszym przewodniczącym został Cichiteddu. Ustalono podział stref wpływów poszczególnych klanów. Przyjmuje się, że od roku 1957 do 1963, najprawdopodobniej, z powodu sporów terytorialnych nie zginął żaden z „ludzi honoru”.
W ramach tzw. French Connection (port w Marsylii, który pełnił rolę głównego kanał przerzutowego narkotyku do Stanów Zjednoczonych) kwitł handel heroiną. W Nowym Jorku cena 1 kg heroiny kosztowała, na przełomie lat 50. i 60., od 12 do 20 tysięcy dolarów. W tym czasie specjaliści z Marsylii za kilogram wyprodukowanej heroiny kazali sobie płacić 4-5 mniej (taki był koszt produkcji). Mafiosi z łatwością podróżowali po całym świecie (Ameryka Południowa, Ameryka Północna i Azja).
Już w 1957 roku o przemycie heroiny wiedziała włoska Guardia di Finanza. Sporządzono listę mafiosów najbardziej podejrzanych o handel tym narkotykiem. Na czele listy (zawierającej w sumie ponad 60 nazwisk) figurował Cichiteddu Greco.
Na nieszczęście dla Sycylijczyków, liczba uzależnionych od heroiny na terenie Stanów Zjednoczonych wynosiła ok. 50 tysięcy osób. Z pomocą przyszedł im Lucky Luciano. Wraz z Meyer’em Lansky’m, Frankiem Costello i Carlo Gambino pozbył się niewygodnego Vito Genovese, pozorując jego udział w przemycie narkotyków. Vito wylądował na 15 lat w więzieniu. Później podobnie postąpiono z niepokornym Carmine Galante. Następnie Luciano wysłał swoich ludzi do kontrahentów z całego świata (m.in. Libanu, Turcji, Francji) z przesłaniem Lucky chce organizować.
Sycylijczycy stali się uprzywilejowanymi klientami Korsykanów (to od nich kupowali heroinę uzyskiwaną w laboratoriach w Marsylii). Heroina zalała Amerykę – liczba uzależnionych przez następne lata wzrosła do 500 tysięcy osób (dane z 1985 roku, studium Uniwersytetu Kalifornia).
W 1962 roku umiera Lucky Luciano. Mafia sycylijska na masową skalę weszła w biznes heroinowy. Stała się na tyle silna, że nie potrzebowała innych pośredników. Mafia handlowała bezpośrednio z Pascalem Molinellim (szef Korsykanów). Posiadała własną flotę przemytniczą. Towar trafiał do Hawany na Kubie, Nowego Jorku, Kansas City zapakowany w butelkach z podwójnym dnem, w puszkach po sardynkach, baryłkach oliwy z oliwek, w opakowaniach z owocami.
O ile mafiosi sycylijscy z chęcią przemycali towar do Stanów to z wielką niechęcią zgadzali się na handel narkotykami na swoim terenie. Kodeks mafii za złamanie tej zasady przewidywał karę śmierci. Kiedy jednak rozgrywka toczyła się o heroinę i ogromne zyski, nikt z CUPOLI nie przejmował się moralnością i kodeksem.

## Przebieg Pierwszej Wojny Klanów
Panujący dotychczas pokój między klanami zaczynał powoli ustępować chaosowi i bezpardonowej walce o przejęcie lukratywnego interesu. Jedną stronę konfliktu reprezentowała rodzina Greco z Ciaculli, panujący establishment (stara gwardia), zaś po drugiej stronie stali bracia La Barbera (nowa gwardia).
Tommaso Buscetta (bliski kompan Lucky Luciano, zeznawał przeciwko mafiosom w Maksiprocesie w 1986 r.) i Luciano Leggio stali się sprzymierzeńcami Greco.
Obie frakcje współpracowały ze sobą w zgodzie do roku 1962. Jeden z podwładnych Cichiteddu Grecco – Calcedonia Di Pisa – został rozpoznany przez policję jako handlarzy narkotyków. Wpadł podczas zakupu kontrolowanego zorganizowanego przez amerykańskich agentów antynarkotykowych. Pozostał potem ich obserwacją podczas transportu narkotyków do Nowego Jorku. Dla jego sprzymierzeńców stało się jasne, że jako handlarz jest spalony. Mimo to nadal prowadził swój nielegalny biznes. Frakcja Greco chciała go oszczędzić, ale bracia La Barbera, Salvatore i Angelo, postanowili pozbyć się Di Pisy (został zastrzelony 26 grudnia 1962 roku na Piazza Principe di Camporeale w Palermo,  strzelało do niego trzech zamachowców).
Przedstawiciele rodziny Greco z Ciaculli uwierzyli w winę braci La Barbera (Salvatore i Angelo). Konflikt Greco – La Barbera dał początek Pierwszej Wojnie Klanów.
Ludzie Greco zastrzelili Salvatore La Barberę (17 stycznia 1963 r.). Angelo odpowiedział kolejnymi morderstwami. Nie było dnia, aby ktoś należący do rywalizujących klanów nie został zamordowany. Była to pierwsza tak krwawa wojna, jaką pamiętali Sycylijczycy. Wcześniej nie dochodziło do takich konfliktów. W tej walce zginęło 70–75 osób.
Nikt też nie mógł przewidzieć, że podobna wojna wybuchnie za niecałe 20 lat (wielka wojna klanów).
Tak naprawdę to Michele Cavatoio (lub Cavataio) winny był śmierci Calcedonia di Pisy (zeznania skruszonego Buscetty w 1984r. ostatecznie ujawniły, że to Cavatoio kazał zamordować di Pisę, a podejrzenia skierował w stronę braci La Barbera, którym śmierć di Pisy była również na rękę). Michele Cavataio został zastrzelony wraz z trzema kompanami 10 grudnia 1969 r. w Viale Lazio w Palermo. Wydarzenie to przeszło do historii jako „masakra na Viale Lazio”.
Krwawa wojna trwała do lipca 1963 roku. Została zakończona po wydarzeniu, które miało miejsce 30 lipca.
W sercu Ciaculli wybuchła bomba podłożona w samochodzie. Eksplozja zabiła w sumie siedmiu policjantów i oficerów wojska. Celem zamachu był, najprawdopodobniej, Salvatore „Cichiteddu” Greco.
Bomba zawierała dwieście funtów dynamitu i został załadowana do bagażnika skradzionego samochodu Alfa Romeo. Ktoś zadzwonił anonimowo do karabinierów, aby odholować pojazd z przebitą oponą. Na miejsce przybyło siedmiu oficerów. Zauważyli leżącą na tylnym siedzeniu atrapę bomby na gaz wraz z zapalnikiem. Jeden z oficerów otworzył bagażnik. Eksplozja wyrzuciła płomienie na 15–20 metrów w górę, zniszczeniu uległa sąsiednia willa.
O zamach w Ciaculli podejrzewany był szef klanu Uditore (Uditore – dzielnica Palermo) – Pietro Torretta (skazany w Procesie 114 na 27 lat pozbawienia wolności, zmarł w 1975 roku będąc na warunkowym zesłaniu w północnym mieście Cittadella).

## Reakcja wymiaru sprawiedliwości
Po tym zamachu całe Włochy zamarły. Po raz pierwszy publicznie okazywano niezadowolenie i oburzenie ze sposobu działania mafii. Generał armii na Sycylii Aldo De Marco stanowczo domagał się zdecydowanych działań.
Państwo włoskie zareagowało dosyć szybko. Tysiące policjantów i karabinierów przeczesywało Palermo i jego przedmieścia. Zaangażowano helikoptery, wozy opancerzone i psy tropiące. Skonfiskowano broń różnorakiego kalibru i rodzaju: rewolwery, granaty ręczne, materiały wybuchowe, noże, bagnety, pistolety i miliony sztuk amunicji.
Powołano Parlamentarną Komisję Antymafijną (pierwsze jej posiedzenie odbyło się 6 lipca 1963 r., raport końcowy opublikowano w 1976 r.). Sędzia Cesare Terranova otworzył śledztwo, w którym postawił 114 mafiosom zarzuty (m.in. wielokrotne zabójstwa, handel narkotykami, przemyt papierosów, kradzieże, porwania i zamach bombowy w Ciaculli). Wspólny akt oskarżenia podpisał 31 maja 1965 r.
Proces, który przeszedł do historii jako Proces 114 odbył się w latach 1967–1968. Jednym z oskarżonych był Luciano Leggio – uniewinniony. W sumie skazano tylko 10 osób z 114 oskarżonych, m.in. Angelo La Barbera i Tommaso Buscetta (skazany zaocznie na 14 lat za zabójstwo dwóch osób).
Mafia zemściła się na nieustępliwym sędzi Terranovie wiele lat później. Zginął w zamachu 25 września 1979 r. (zastrzelony w swoim samochodzie).
Ci, którzy byli na wolności (m.in. Leggio i jego ludzie), wycofali się z życia publicznego i ukryli w bezpiecznych miejscach. Część z nich wyjechała na kontynentalną część Włoch, inni zaś osiedlili się w Montrealu, Caracas, São Paulo, mieście Meksyk i Nowym Jorku, ale nie zrezygnowali z przestępczego procederu.
Cichiteddu Greco, Leggio i pozostałych czterech bossów postanowiło zawiesić działanie CUPOLI, co w przyszłości doprowadziło do jej rozwiązania (co nie znaczy, że mafiosi zrezygnowali ze wspólnych spotkań).
Biznes heroinowy trwał nadal. Palermo z biegiem lat stało się głównym kanałem przerzutowym w ramach Palermo Connection.
Za rządów Leggio mafia sycylijska nawiązała współpracę z mafią turecką (Babas) i neapolitańską Camorrą. Kokaina stopniowo przejmowała pozycję heroiny jako głównego przemycanego narkotyku.
Porządek w sycylijskim świecie mafijnym trwał do roku 1981, kiedy to wybuchła kolejna wojna (wielka wojna klanów).